# 개소문닷컴
개소문닷컴은 대한민국에 대한 비 한국어권 네티즌들의 반응 및 게시물들을 한국어로 번역하여 공개하는 웹사이트이다.
2017년 10월 19일 기준으로 사이트는 접속되지 않으며 폐쇄된 상태이다.

## 설립 배경
창립자는 안진홍으로 2005년경 설립하였고 2006년 WBC를 계기로 사이트 규모가 크게 성장하였다.
그는 사이트의 설립 취지를 “누구나 남의 얘기를 듣는 것을 좋아하며, 남들이 나를 어떻게 바라볼지에 대해 관심이 높다. 한국인들은 국가에 대한 귀속력이 강하고 강한 귀속력을 가지고자 하는 욕구가 크다고 밝혔다. 자연스럽게 ‘외국에서 바라보는 대한민국 = 외국에서 바라보는 나’의 공식을 세운다는 것이다. 개소문닷컴의 설립 목적은 이방인들이 나를 어떻게 생각하는지에 대한 궁금증을 해소해 주기 위해서이다.”라고 밝혔다. 그는 PC통신 시절 일본과의 축구 경기가 벌어진 뒤 일본 통신인들의 반응글에 폭발적인 호응이 있었던 것에 착안했으며, 인터넷이 보편화되어도 누구도 비슷한 사이트를 개설하지 않는 것을 이상하게 생각하여 개소문닷컴을 만들게 되었다고 했다. 그는 개소문닷컴이 ‘마이너하고 키치적이다’고 했으며 관음증을 자극하는 측면이 있음을 인정했다. 사이트의 원래 제목은 ‘소문닷컴’으로 하려고 했으나, 도메인을 구할 수 없었기 때문에 ‘개’라는 접두사를 붙이게 되었다고 한다. 설립자는 개소문닷컴이 긍정적이거나 부정적인 효과 두 측면을 모두 지니고 있다고 했다.
현재는 "개소문닷컴" 혹은 "개솜"이라 불리고 있다.

## 운영 방식
번역은 파트타임 계약자들 여러 명이 비 한국어권 자유게시판을 출입하면서 수집한 주요 반응들을 번역하여 정리, 개소문닷컴 게시판에 올리는 방식으로 운영되고, 가끔은 파트타임 계약자들이 아닌 개소문닷컴의 사용자가 번역하기도 한다. 자료의 출처는 30퍼센트 정도가 2채널로, 그 이유를 창립자는 ‘대한민국 관련 글이 나오는 사이트가 2채널이 전부라고 해도 과언이 아니기 때문이다’라고 설명했다. 이외에 중화인민공화국의 스포츠 관련 게시판 및 중화민국, 미국, 영국 네티즌들의 반응을 번역하여 올리고 있다.

## 부정적 효과
개소문닷컴에서 번역하는 주요 사이트는 [혐한]으로 유명한 해외 사이트이며, 개소문닷컴 게시판에 올라오는 게시글의 성향은 [혐한]이 주로 이루어지고 있다. [혐한]이라는 자극적인 것으로 사용자를 모으고 있다는 논란과 해외의 편향된 생각을 주로 올리고 있어서 외국인들과 해당국에 나쁜 이미지를 심어주고 있다는 논란에 휩싸이기도 한다. 개소문닷컴의 대다수 게시글에 [국수주의], [민족주의] 적인 덧글을 올리고 있어서 심각한 문제가 발생하기도 한다.

## 참고 문헌
- 개소문닷컴 : 개소문 닷컴이란!!
- 다음미디어 : "개소문닷컴, 아직은 8류 찌라시에 불과하지만…"[깨진 링크(과거 내용 찾기)]

## 같이 보기
- 가생이닷컴
- 2채널